# Jonas Truchanovičius
Jonas Truchanovičius (Šiauliai, 24 de junio de 1993) es un jugador de balonmano lituano que juega de lateral izquierdo en el TVB 1898 Stuttgart. Es, además, internacional con la selección de balonmano de Lituania.

## Palmarés

### Dragunas Klaipeda
- Liga de Lituania de balonmano (5): 2010, 2011, 2013, 2014, 2015

### Montpellier
- Liga de Campeones de la EHF (1): 2018
- Supercopa de Francia (1): 2018

## Clubes
| Club                 | País     | Año         |
| -------------------- | -------- | ----------- |
| HC Dragunas Klaipeda | Lituania | ? - 2015    |
| Union Leoben         | Austria  | 2015 - 2016 |
| Montpellier HB       | Francia  | 2016 - 2021 |
| Motor Zaporiyia      | Ucrania  | 2021 - 2023 |
| TVB 1898 Stuttgart   | Alemania | 2023 - Act. |